# Eparchia di Pesočnja

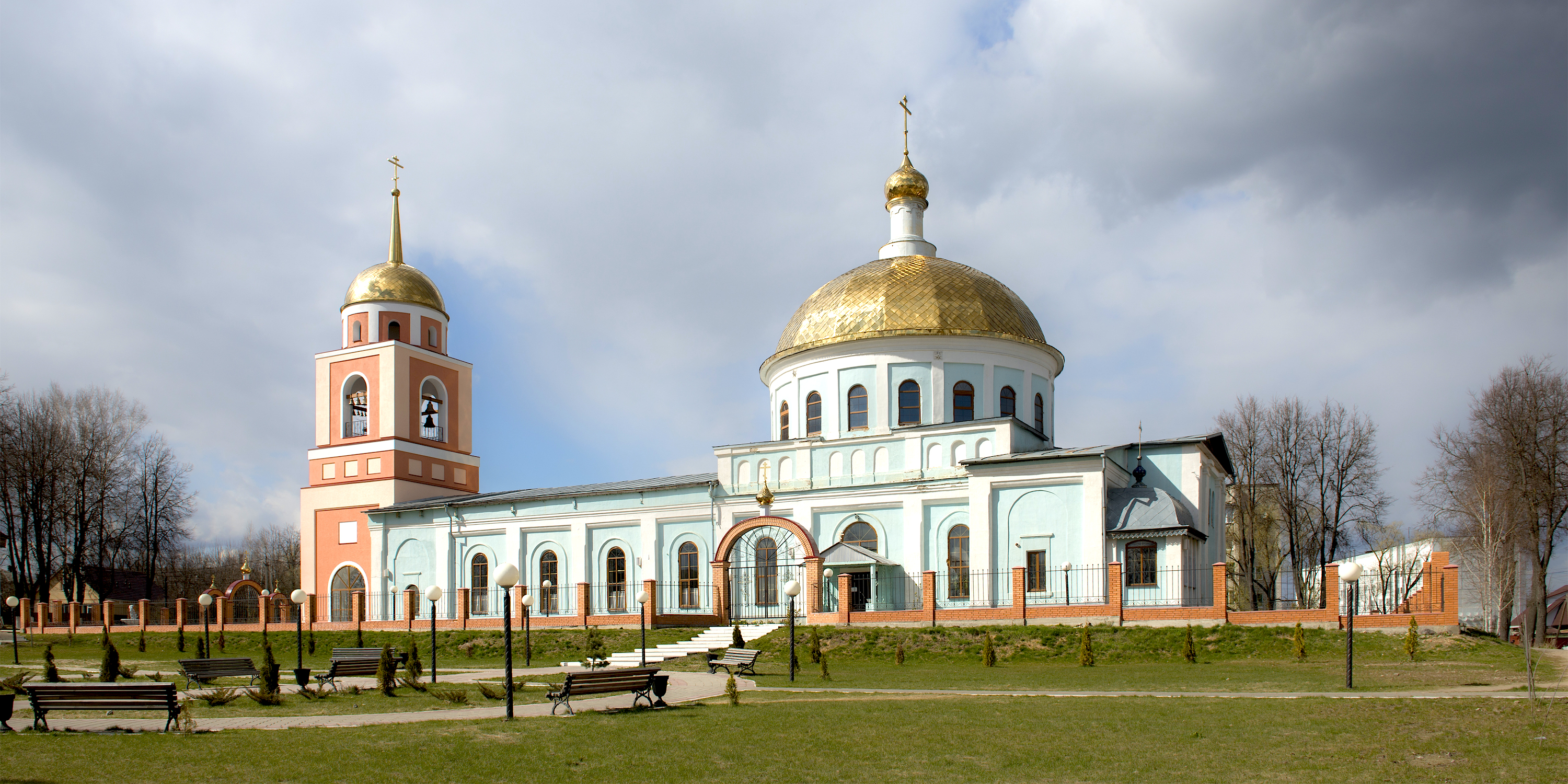
La cattedrale di Sant'Aleksandr Nevskij di Kirov.

L'eparchia di Pesočnja (in russo Песоченская епархия?) è una diocesi della Chiesa ortodossa russa, appartenente alla metropolia di Kaluga.

## Territorio
L'eparchia comprende la città di Kirov e i rajon Barjatinskij, Iznoskovskij, Kirovskij, Kujbyševskij, Mosal'skij, Spas-Demenskij e Juchnovskij nell'oblast' di Kaluga nel circondario federale centrale.
Sede eparchiale è la città di Kirov, fino al 1936 chiamata Pesočnja, dove si trova la cattedrale di Sant'Aleksandr Nevskij.
L'eparca ha il titolo ufficiale di «eparca di Pesočnja e Juchnov».

## Storia
L'eparchia è stata eretta dal Santo Sinodo della Chiesa ortodossa russa il 2 ottobre 2013, ricavandone il territorio dall'eparchia di Kaluga.